# Ius honorarium
Ius honorarium vient du droit latin venant de Ius et honorarium signifiant « droit honoraires ». Était une classification formulée par les juristes de la période impériale romaine pour distinguer le droit privé (établi par les magistrats juridiques de la République) de ius civile.